# Microhongo
Los microhongos o micromicetos son hongos (organismos eucariotas como mohos, levaduras y royas) que tienen estructuras microscópicas productoras de esporas. Presentan crecimiento en la punta del tubo y tienen paredes celulares compuestas de quitina, un polímero de N-acetilglucosamina. Los microhongos son un grupo parafilético, que se distingue de los macrohongos solo por la ausencia de un gran cuerpo fructífero multicelular. Son ubicuos en todos los ambientes terrestres, de agua dulce y marinos, y crecen en plantas, suelo, agua, insectos, rumen de ganado, cabello y piel. La mayor parte del cuerpo del hongo consta de hilos microscópicos, llamados hifas, que se extienden a través del sustrato en el que crece. El micelio de los microhongos produce esporas que son transportadas por el aire y propagan el hongo.
Muchas especies de microhongos son benignas, existen como saprótrofos del suelo, por ejemplo, en gran parte sin ser observadas por los humanos. Muchas miles de especies de microhongos se encuentran en líquenes y forman relaciones simbióticas con las algas. Otros microhongos, como los de los géneros Penicillium, Aspergillus y Neurospora, se descubrieron por primera vez como mohos que dañan la fruta y el pan.
Algunas especies tienen valor comercial. Las especies de Penicillium se utilizan en la fabricación de quesos azules y como fuente del antibiótico penicilina, descubierto por Sir Alexander Fleming en 1928, mientras que el fusarium venenatum se utiliza para producir un producto alimenticio con micoproteínas.

## Microhongos dañinos

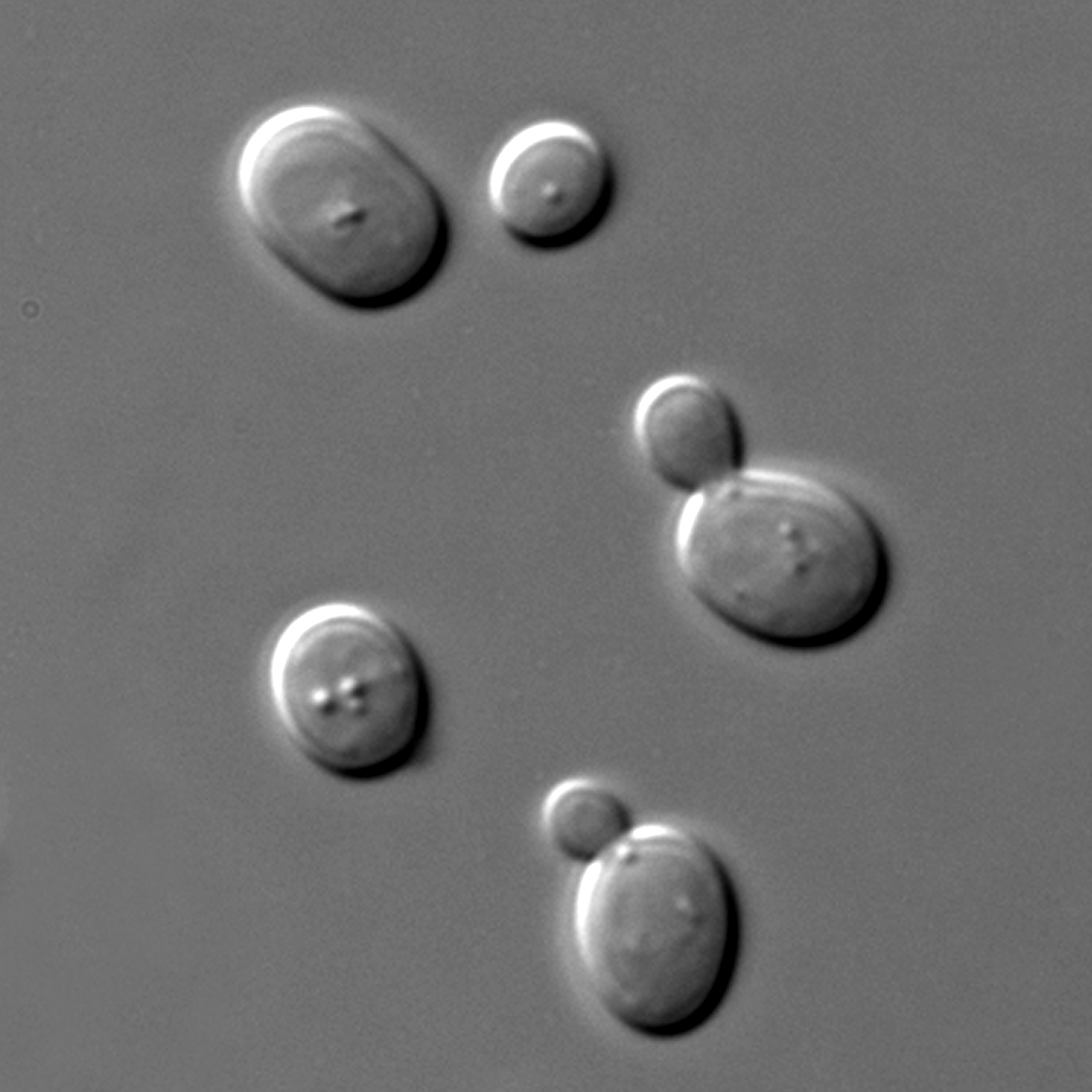
Levadura de la especie Saccharomyces cerevisiae.

Los microhongos pueden ser dañinos, causando enfermedades a las plantas, animales y humanos de diversos grados de severidad e impacto económico. La enfermedad irritante de la piel humana conocida como pie de atleta o tinea pedis es causada por especies del género microfúngico Trichophyton. Los microhongos pueden causar enfermedades de cultivos y árboles que varían en severidad de leve a desastrosa, y en importancia económica de beneficiosa a seriamente costosa. El moho Botrytis cinerea puede dañar los cultivos, incluida la uva, pero también es responsable de la "podredumbre noble", que concentra los azúcares en las uvas que se utilizan para hacer los intensamente dulces y concentrados vinos de postre Sauternes de la región de Burdeos de Francia. La enfermedad del olmo holandés, que ha devastado los olmos en Europa y América del Norte en los últimos 50 años, es causada por los microhongos del género Ophiostoma. El tizón del arroz, una enfermedad fúngica devastadora de los cereales que incluyen arroz, trigo y mijo, es causada por el hongo fitopatógeno ascomiceto Magnaporthe grisea. En las construcciones, el hongo tóxico Stachybotrys chartarum causa daños en las paredes y muebles húmedos, y puede ser responsable del síndrome del edificio enfermo.
Tipos de infecciones de la epidermis por microhongos:
- Infección por levaduras
- Pie de atleta
- Micosis
- Tinea
- Candida

## Diversidad
En los Estados Unidos, se cree que existen aproximadamente 13.000 especies de microhongos en plantas o productos vegetales. Las muestras de microhongos se almacenan en las Colecciones Nacionales de Hongos de Estados Unidos y otras instituciones que sirven como depósitos de información y documentación sobre el patrimonio natural de la nación. Basado en el número de especies reportadas en la literatura y aquellas representes en las colecciones; el número de microhongos conocido en los Estados Unidos se estima en 29.000 especies. En áreas del mundo donde los hongos han sido bien estudiados, la proporción de plantas vasculares con respecto a los hongos es de aproximadamente 6 a 1. Esto sugiere que puede haber hasta 120.000 especies de hongos en los Estados Unidos. y 1.5 millones en todo el mundo.